# 宗像氏頼
宗像 氏頼は、宗像氏俊（一色氏所属）の子で、幼名弥松丸。1369年壱岐守護職を務める。大宮司継承するが、1391年弟の氏重に本家相続させ、一色氏の守護に隣接する尾張国丹羽郡へ、氏重の子、重勝を伴い移住。